# Hepatus
Genre
Hepatus est un petit genre de crabes de la famille des Hepatidae intermédiaire entre les crabes et les calappes.

## Liste d'espèces
Selon World Register of Marine Species (23 janvier 2025) :
- Hepatus chiliensis H. Milne Edwards, 1837
- Hepatus epheliticus (Linnaeus, 1763)
- Hepatus gronovii Holthuis, 1959
- Hepatus kossmanni Neumann, 1878
- Hepatus lineatus Rathbun, 1898
- Hepatus pudibundus (J. F. W. Herbst, 1785)
- Hepatus scaber Holthuis, 1959